# Flowers in the Rain
Flowers in the Rain är en psykedelisk poplåt utgiven som singel av musikgruppen The Move i augusti 1967. Låten skrevs av dåvarande gruppmedlemmen Roy Wood. Det var deras sista singel med Carl Wayne som ledsångare, innan Roy Wood tog över denna position. Låtens arrangemang inkluderar flera olika instrument så som oboe, klarinett, engelskt horn och valthorn.
Låten var bortsett från en signaturmelodi den första som spelades i då nystartade BBC Radio 1. The Moves manager Tony Secunda som var känd för spektakulära pr-jippon gav inför singelns utgivning ut ett intrikat vykort med en karikatyr föreställandes en naken Harold Wilson. Wilson tog inte lätt på detta och stämde gruppen. Wilsons sida gick segrande ur rättsfallet, vilket ledde till att alla framtida intäkter skulle gå till välgörenhet, efter Wilsons tycke.

## Listplaceringar
| Lista (1967)   | Position                              |
| -------------- | ------------------------------------- |
| Australien     | 6 (Go Set)                            |
| Flandern       | 13                                    |
| Irland         | 4                                     |
| Nederländerna  | 5                                     |
| Nya Zeeland    | 1 (NZ Listener)                       |
| Storbritannien | 2                                     |
| Sverige        | - (Testad på Tio i topp, ej inröstad) |
| Västtyskland   | 19                                    |